# NK Solin
O NK Solin é um clube de futebol croata com sede na cidade de Solin, perto de Split. Fundado em 1919, atualmente disputa a Druga HNL, a segunda divisão croata.

## História
Indiscutivelmente, o maior sucesso da equipe foi vencer a liga croata de 1980–81, que valeu a promoção do Solin para a Segunda Divisão Iugoslava de 1981–82. Eles jogariam duas temporadas na segunda divisão.
O clube foi renomeado para MAR Solin de 1991-1994 e depois para NK Solin Kaltenberg de 1995-1997, antes de voltar a atual denominação.
Até 2019, o clube havia jogado todas as edições da 2.HNL, afora em duas temporadas (2014-15 e 2015-16) desde a independência da Croácia em 1992.

## Temporadas recentes
| Temporada | Divisão    | Divisão | Divisão | Divisão | Divisão | Divisão | Divisão | Divisão | Divisão | Copa |
| Temporada | Divisão    | J       | V       | E       | D       | GP      | GC      | Pts.    | Pos.    | Copa |
| --------- | ---------- | ------- | ------- | ------- | ------- | ------- | ------- | ------- | ------- | ---- |
| 1992      | 2. HNL Sul | 14      | 10      | 3       | 1       | 23      | 7       | 23      | 1º      |      |
| 1992–93   | 2. HNL Sul | 30      | 16      | 11      | 3       | 39      | 20      | 43      | 3º      |      |
| 1993–94   | 2. HNL Sul | 30      | 6       | 12      | 12      | 35      | 39      | 24      | 12º     |      |
| 1994–95   | 2. HNL Sul | 32      | 16      | 9       | 7       | 54      | 27      | 57      | 3º      |      |
| 1995–96   | 2. HNL Sul | 30      | 16      | 9       | 5       | 50      | 24      | 57      | 3º      |      |
| 1996–97   | 2. HNL Sul | 34      | 15      | 8       | 11      | 56      | 36      | 53      | 9º      | R1   |
| 1997–98   | 2. HNL Sul | 32      | 18      | 9       | 5       | 51      | 25      | 63      | 3º      |      |
| 1998–99   | 2. HNL     | 36      | 14      | 6       | 16      | 49      | 49      | 48      | 11º     |      |
| 1999–2000 | 2. HNL     | 32      | 15      | 6       | 11      | 53      | 42      | 51      | 8º      |      |
| 2000–01   | 2. HNL     | 34      | 14      | 9       | 11      | 44      | 46      | 51      | 7º      |      |
| 2001–02   | 2. HNL Sul | 30      | 13      | 9       | 8       | 44      | 24      | 48      | 5º      |      |
| 2002–03   | 2. HNL Sul | 32      | 11      | 8       | 13      | 45      | 47      | 41      | 5º      |      |
| 2003–04   | 2. HNL Sul | 32      | 15      | 3       | 14      | 56      | 47      | 48      | 5º      |      |
| 2004–05   | 2. HNL Sul | 32      | 14      | 8       | 10      | 54      | 53      | 50      | 3º      |      |
| 2005–06   | 2. HNL Sul | 32      | 13      | 6       | 13      | 60      | 50      | 45      | 9º      |      |
| 2006–07   | 2. HNL     | 30      | 16      | 5       | 9       | 58      | 33      | 53      | 5º      |      |
| 2007–08   | 2. HNL     | 30      | 10      | 7       | 13      | 46      | 48      | 37      | 12º     |      |
| 2008–09   | 2. HNL     | 30      | 14      | 5       | 11      | 37      | 31      | 47      | 7º      |      |
| 2009–10   | 2. HNL     | 26      | 10      | 10      | 6       | 29      | 22      | 40      | 5º      |      |
| 2010–11   | 2. HNL     | 30      | 13      | 6       | 11      | 35      | 33      | 45      | 6º      |      |
| 2011–12   | 2. HNL     | 28      | 10      | 5       | 13      | 35      | 45      | 35      | 11º     |      |
| 2012–13   | 2. HNL     | 30      | 14      | 9       | 7       | 43      | 39      | 51      | 2º      |      |
| 2013–14   | 2. HNL     | 33      | 7       | 13      | 13      | 26      | 47      | 34      | 11º ↓   |      |
| 2014–15   | 3. HNL Sul | 34      | 19      | 11      | 4       | 63      | 30      | 68      | 2º      |      |
| 2015–16   | 3. HNL Sul | 34      | 21      | 5       | 8       | 46      | 26      | 68      | 1º ↑    |      |
| 2016–17   | 2. HNL     | 33      | 16      | 7       | 10      | 40      | 36      | 55      | 3º      | R2   |
| 2017–18   | 2. HNL     | 33      | 9       | 7       | 17      | 31      | 48      | 34      | 9º      |      |
| 2018–19   | 2. HNL     | 26      | 5       | 13      | 8       | 24      | 31      | 28      | 10°     |      |